# Museo statale di Pernambuco
Il Museo statale di Pernambuco (MEPE) (in portoghese, Museu do Estado de Pernambuco) è un museo d'arte e di storia locale di Recife, Pernambuco, Brasile. È ospitato in un palazzo del XIX secolo in viale Rui Barbosa a Recife. Il museo è stato aperto al pubblico nel 1929.

## Storia
Il Museo statale di Pernambuco è stato istituito il 24 agosto 1928 con legge statale come Museo di Storia e Arte Antica, subordinato all'Ispettorato Statale dei Monumenti Nazionali. È stato inaugurato il 7 settembre 1930, nel Palazzo di Giustizia, con una collezione composta principalmente dalle opere dell'artista pernambuco Telles Júnior e da pochi altri pezzi, come ritratti imperiali, documenti, alcune litografie e mobili.
Quando il museo fu chiuso nel 1933, la sua collezione fu trasferita alla Biblioteca pubblica statale, dove rimase fino al 1940. In quell'anno, il museo fu ricreato con decreto del 10 maggio 1940 e iniziò a operare in un palazzo appartenuto ad Augusto Frederico de Oliveira, figlio di Eduardo Candido de Oliveira, barone di Beberibe, e che costituisce un tipico e importante esempio di architettura aristocratica del Pernambuco del XIX secolo.
Ristrutturato all'inizio del XX secolo, l'edificio ha ricevuto un secondo piano e, nel 1951, un padiglione annesso. I nuovi lavori di ristrutturazione effettuati nel 1998 hanno aggiunto altri spazi espositivi nei sotterranei del palazzo. Chiuso nel 2003 per nuovi lavori di ristrutturazione, il museo ha riaperto nel 2006.

## Collezione
Il museo possiede una collezione di oltre 12.000 opere d'arte che permette ai visitatori di conoscere la storia locale. La collezione ospita opere d'arte che vanno dai dipinti del periodo coloniale brasiliano, al periodo dell'invasione olandese tra il 1630 e il 1654, fino a opere più recenti del XX e XXI secolo.
Il nucleo iniziale della collezione era costituito da un insieme di pezzi appartenuti al commendador José Ferreira Baltar, acquisiti nel 1929 e comprendenti un gruppo di dipinti del già citato Telles Júnior, oltre a oggetti indigeni, album fotografici e incisioni. L'anno successivo, una collezione è stata ricevuta in donazione dal Liceu de Artes e Ofícios de Pernambuco, con 127 oggetti tra mobili, porcellane e ritratti.
Negli anni '40 sono stati incorporati oggetti di culto afro-brasiliani, che erano stati sequestrati dal Dipartimento di Pubblica Sicurezza dello Stato, poiché all'epoca le religioni afro erano represse e associate alla criminalità. Lo studioso Carlos Estevão de Oliveira ha donato la sua collezione personale con più di 3 mila pezzi di carattere antropologico ed etnologico, dove meritano di essere evidenziati l'insieme di 101 pezzi di marajoaras e 86 oggetti di arte delle piume Urubu-Ka'apor.
Nel 1950, un grande gruppo di oggetti, con circa 1.800 pezzi di porcellana e mobili, fu espropriato dallo Stato e donato al museo, costituendo la Collezione Brás Ribeiro. Nel 1952 arrivarono 28 pezzi precolombiani andini, donati dal generale Paulo Figueiredo. Nel 1984 è stata acquisita la Collezione Lívio Xavier, con 250 pezzi, per lo più ex voto.
Periodicamente il museo organizza il "Salão de Arte Contemporânea de Pernambuco". Il museo seleziona artisti emergenti che rappresentano le tendenze locali nel mondo artistico e creativo della regione.